# Апелян, Диран
Диран Апелян (англ. Diran Apelian; 28 октября 1945, Каир, Египет) — профессор машиностроения в Вустерском политехническом институте (WPI), основатель и директор Института обработки металлов при университете, иностранный член НАН РА. Является 52-м президентом Общества минералов, металлов и материалов (TMS). Признанный на международном уровне пионер в области исследований металлов.  

## Биография
Родился в Каире, Египет, в армянской семье и в возрасте 15 лет эмигрировал в США. 
Получил степень бакалавра в области металлургического машиностроения в Университете Дрекселя и степень доктора наук в области материаловедения в Массачусетском технологическом институте. Он работал в исследовательской лаборатории Homer компании Bethlehem Steel, прежде чем присоединиться к преподавательскому составу Drexel в 1976 году. В Drexel Апелян занимал различные должности, включая должность профессора, заведующего кафедрой материаловедения, заместителя декана инженерного колледжа и вице-проректора.  
Диран Апелян основал исследовательский консорциум ACRC в 1984 году, чтобы связать лучшее в инженерии и науке с производственными потребностями металлообрабатывающей промышленности.  
Исследования Апелиана сосредоточены на обработке материалов, в частности, в четырех различных областях: разработка сплавов; обработка затвердевания; восстановление материалов, повторное использование и переработка; и машинное обучение/глубокое обучение в обработке материалов. Ему приписывают новаторскую работу в различных областях обработки затвердевания, обработки металлов, порошковой металлургии и цифрового производства

## Достижения
В 2007 году Апелян получил премию Acta Materialia Inc. J. Herbert Hollomon Award и премию Brimacombe Prize от TMS и был одним из шести лауреатов Anniversary Laureates на ежегодном собрании TMS, которое ознаменовало 50-летие общества. Апелиан, который является одним из всего лишь 100 ныне живущих членов TMS, получил премию Bruce Chalmers Award 2006 года, присуждаемую человеку, внёсшему выдающийся вклад в науку и технологию затвердевания.
Является автором и соавтором более 500 публикаций и 11 книг.
Апелян входит в редакционную коллегию International Journal of Cast Metals Research и Encyclopedia of Materials Science and Engineering. В 2004 году он стал первым представителем WPI, получившим звание члена APMI International, профессионального общества для лиц, занимающихся технологией порошковой металлургии и сыпучими материалами.
Является почётным членом Французского общества материаловедения и членом APMI и ASM, а также TMS. Является членом Национальной инженерной академии (NAE), Национальной академии изобретателей (NAI). 
В 1997 году Апеляну была присуждена почётная докторская степень и звание почётного профессора Северо-Западного политехнического университета в Сиане, Китай.
Имеет 21 патент; входит в состав нескольких технических, корпоративных и редакционных советов.